# Tillandsia 'Millenium'
Tillandsia 'Millenium' es un  cultivar híbrido del género Tillandsia perteneciente a la familia  Bromeliaceae.
Es un híbrido creado en el año 1990 con las especies Tillandsia fuchsii × Tillandsia stricta.